# حسن‌زاده
در این صفحه فهرستی از افراد با نام خانوادگی حسن‌زاده را می‌بینید:
- حسن حسن‌زاده آملی فلسفه‌دان، عارف، و متأله
- حسن حسن‌زاده سیاست‌مدار
- حسن حسن‌زاده نظامی
- خسرو حسن‌زاده نقاش
- فرهاد حسن‌زاده نویسنده و روزنامه‌نگار طنز
- نریمان حسن‌زاده نویسنده و شاعر اهل جمهوری آذربایجان
- محمد حسن‌زاده بازیکن حرفه‌ای بسکتبال
- رضا حسن‌زاده (تهران) بازیکن فوتبال
- علی‌اصغر حسن‌زاده بازیکن فوتبال
- اسماعیل حسن‌زاده حقوق‌دان و فعال عرصه انضباطی فوتبال
- احمد حسن‌زاده بازیکن فوتبال
- رضا حسن‌زاده (بازیکن فوتبال)
- رضا حسن‌زاده (تبریز) بازیکن فوتبال
- مسعود حسن‌زاده بازیکن فوتبال